# Mark Dindal
Mark Louis Dindal (Columbus, Ohio; 31 de mayo de 1960) es un cineasta, animador de efectos, artista de guion gráfico, y actor de voz estadounidense, conocido por su trabajo en clásicos de Disney, incluyendo la dirección de The Emperor's New Groove (2000),que fue nominada a varios premios, en particular un Oscar, un Globo de Oro, un Grammy y dos Critics' Choice. Trabajando para Disney, también fue responsable de animar largometrajes que se convirtieron en clásicos de la animación como La sirenita (1989), Tom y Jerry: La película (1992) y Aladdín (1992). En 1997, después de mudarse a Warner Bros, su debut como director en Los gatos no bailan ganó el Annie Awards a la Mejor Película de Animación del año.

## Trayectoria profesional

### Inicios
Al crecer, Dindal fue influenciado por las películas de Disney y los dibujos animados de los sábados de Warner Bros.  Una de sus primeras influencias fue La espada en la piedra de Disney, que recuerda que su abuela lo llevó a ver cuando tenía tres años.  También ayudó que su padre tomara el arte como pasatiempo y le enseñara a dibujar a Dindal mientras crecía en Syracuse, Nueva York . 
Durante su adolescencia, Dindal asistió a la escuela secundaria Jamesville-DeWitt, donde asistió a la mayoría de las clases de arte que la escuela tenía para ofrecer, además de realizar tiras cómicas y cortometrajes.  Dindal aprendió animación en CalArts .  Comenzó a trabajar en Disney en 1980. 

### Animador de efectos en Disney (1980-1988)
Sus primeros trabajos incluyeron The Fox and the Hound (1981), The Black Cauldron (1985), Mickey's Christmas Carol (1983), The Great Mouse Detective (1986) y Oliver & Company (1988),  cada uno siguiendo una línea muy Estilo de animación similar en todas las películas. Este estilo consistía en fondos similares con animaciones delicadas y efectos de personajes complejos, lo cual fue bien recibido.

### Breve pausa en Disney (1986-1992)
Después de estos proyectos, Dindal dejó brevemente Disney para trabajar en varios proyectos para distintos estudios, incluidos BraveStarr y The Brave Little Toaster . Regresó al estudio en 1987 y consiguió su primer papel principal como supervisor de efectos visuales en La Sirenita (1989).  Más tarde trabajó como animador jefe de la película The Rescuers Down Under (1990) y trabajó como animador de efectos en la película animada Aladdin (1992). 

### Dindal como director (1991-2000)
La primera vez que Dindal ocupó la silla de director fue para un breve segmento de propaganda en tiempos de guerra al estilo de la década de 1940 para la película de superhéroes de 1991, The Rocketeer . Trabajando con un equipo de otros tres animadores, Dindal se inspiró en los dibujos animados de guerra de Disney, como Victory Through Air Power y la serie Why We Fight de Frank Capra. 
El primer largometraje de Dindal fue Cats Don't Dance, que se estrenó en 1997, tres años antes de que se estrenara The Emperor's New Groove en 2000.  En Cats Don't Dance, Dindal expresó a Max. La película ganó el premio Annie a la mejor película de animación y Dindal fue nominada a dirección. Inicialmente se esperaba que The Emperor's New Groove fuera una característica musical de Disney llamada Kingdom of the Sun. Sin embargo, la idea no funcionó, por lo que Dindal, junto con Chris Williams y David Reynolds, cambiaron el guion a una comedia. Durante los seis años de producción, comenzó a trabajar en Cats Don't Dance, una producción musical animada de Turner Broadcasting (que luego se fusionó con Warner Bros).

### Chicken Little(2005)
Dindal trabajó en Chicken Little (2005), otra producción de Disney, que necesitaba un gran equipo de animación. Dindal expresó a Morkubine Porcupine y Coach en la película. La película fue nominada a varios Annies, aunque Dindal no fue nominado como director. Durante la producción de la película, DisneyToon Studios produjo New Groove de Kronk como una película directa a video. Como Dindal estaba trabajando en Chicken Little en ese momento, no tenía un puesto en el personal. Posteriormente, Dindal creó la serie de televisión The Emperor's New School (2006-2008).

### Después de Disney (2006-2019)
En marzo de 2006, un día después del lanzamiento en DVD de Chicken Little, Dindal y el productor Randy Fullmer abandonaron la empresa porque, según se informa, estaban cansados de tratar con el entonces director de WDFA, David Stainton.  En el lapso de tres años, Dindal dirigió varias películas de acción real, incluidas Sherlock's Secretary  y Housebroken,  ambas para Walden Media, y una adaptación cinematográfica del libro infantil Kringle para Paramount Pictures. 
En diciembre de 2010, Dindal estaba dirigiendo en DreamWorks Animation la película animada Me and My Shadow, basada en su propio discurso que habría combinado animación por computadora y tradicional .  En enero de 2012, ya no dirigía la película  y fue reemplazado por el artista de cuentos Alessandro Carloni como director, y la película ha estado en el limbo del desarrollo desde 2013. 
En julio de 2014, proporcionó ilustraciones para el documental Restrung, centrado en su colega Randy Fullmer en su carrera en Wyn Guitars desde 2006. El 12 de noviembre de 2018, se anunció que Dindal dirigirá una película animada de Garfield para Alcon Entertainment, y la preproducción comenzará el mes siguiente en Los Ángeles .  En marzo de 2019, Dindal participó como artista de historias y ayudó a diseñar los personajes, Gus y Cooper,  para la película de Nickelodeon de 2019, Parque mágico . Ese mismo año, se anunció que Dindal, junto con el veterano de Pixar Teddy Newton, desarrollarán una película basada en las figuras pop Funko para Warner Animation Group . 

### Garfield: Fuera de casa (2024)
En noviembre de 2021, se anunció que Sony Pictures Releasing eligió Garfield: Fuera de casa para su estreno mundial, protagonizada por Chris Pratt, Samuel L. Jackson y Nicholas Hoult, entre otros. La película también reunirá a Dindal con el guionista de New Groove, David Reynolds, quien está escribiendo el guion.  El 24 de mayo de 2024 se estrenó la película 

## Filmografía
| Año       | Título                                 | Director | Escritor | Animador | Otros | Notas |
| --------- | -------------------------------------- | -------- | -------- | -------- | ----- | --- |
| 1981      | The Fox and the Hound                  | No       | No       | Sí       | No    | Animador de efectos (sin acreditar)                                                                          |
| 1982      | Fun with Mr. Future                    | No       | No       | Sí       | No    | |
| 1983      | Mickey's Christmas Carol               | No       | No       | Sí       | No    | Animador de efectos                                                                                          |
| 1985      | The Black Cauldron                     | No       | No       | Sí       | No    | Animador de efectos                                                                                          |
| 1986      | The Great Mouse Detective              | No       | No       | Sí       | No    | Animador de efectos                                                                                          |
| 1987      | Sport Goofy in Soccermania             | No       | No       | Sí       | No    | Animador de efectos                                                                                          |
| 1987      | The Brave Little Toaster               | No       | No       | No       | Sí    | Consultor de animación de efectos                                                                            |
| 1987      | Pinocchio and the Emperor of the Night | No       | No       | Sí       | No    | Animador de efectos especiales                                                                               |
| 1988      | BraveStarr                             | No       | No       | Sí       | No    | Animador de efectos especiales                                                                               |
| 1988      | BraveStarr: The Legend                 | No       | No       | Sí       | No    | Animador de efectos                                                                                          |
| 1988      | Oliver y su pandilla                   | No       | No       | Sí       | No    | Animador de efectos                                                                                          |
| 1989      | La Sirenita                            | No       | No       | Sí       | No    | Supervisor de efectos visuales                                                                               |
| 1990      | El príncipe y el mendigo               | No       | No       | Sí       | No    | Artista del guion gráfico                                                                                    |
| 1990      | The Rescuers Down Under                | No       | No       | Sí       | No    | Jefe de animador de efectos                                                                                  |
| 1991      | The Rocketeer                          | No       | No       | Sí       | No    | Director: segmento de invasión nazi                                                                          |
| 1992      | Frozen Assets                          | No       | No       | No       | Sí    | Productor de secuencias de animación                                                                         |
| 1992      | Tom y Jerry: La película               | No       | No       | Sí       | No    | Animador de efectos                                                                                          |
| 1992      | Aladdín                                | No       | No       | Sí       | No    | Animador de efectos                                                                                          |
| 1992      | The Little Mermaid (serie)             | No       | No       | Sí       | Sí    | Consultor de efectos (1 episodio), animador de efectos (2 episodios), artista del guion gráfico (1 episodio) |
| 1993      | Happily Ever After                     | No       | No       | Sí       | No    | Animador de efectos especiales, voz de Goons (sin acreditar)                                                 |
| 1997      | Los gatos no bailan                    | Sí       | Sí       | Sí       | Sí    | Historia, diseñador de personajes, artista de guiones gráficos, supervisor de guiones gráficos, voz de Max   |
| 2000      | The Emperor's New Groove               | Sí       | Sí       | No       | Sí    | Historia, voz de Cat Yzma.                                                                                   |
| 2002      | The Sweatbox                           | No       | No       | No       | Sí    | Él mismo, documental                                                                                         |
| 2005      | Chicken Little                         | Sí       | Sí       | Sí       | Sí    | Historia, diseñador de personajes, voz de Morkubine Porcupine & Coach                                        |
| 2006–2008 | The Emperor's New School               | No       | Sí       | No       | No    | Creador, escritor                                                                                            |
| 2014      | Restrung                               | No       | No       | No       | Sí    | Ilustrador, documental                                                                                       |
| 2019      | Wonder Park                            | No       | No       | Sí       | No    | Artista de la historia                                                                                       |
| 2024      | The Garfield Movie                     | Sí       | No       | Sí       | Sí    | Artista de la historia, diseñador de personajes, voz de Sleep App, letrista por Lactose Farm Jiggle          |
| 2026      | Super Mario Bros. 2                    | No       | No       | Sí       | No    | Artista de la historia adicional                                                                             |

## Premios y nominaciones

### Nominaciones
- Mejor logro individual: dirección en una producción cinematográfica por Cats Don't Dance (1997)
- Logro individual destacado por escribir en una producción de largometraje animado para The Emperor's New Groove  (2001)
- Mejor logro individual por dirección en una producción de largometraje animado para The Emperor's New Groove  (2001)
- Mejor Película Animada por The Emperor's New Groove & Chicken Little  (2001; 2006)
- Mejor Película Animada o de Medios Mixtos por The Emperor's New Groove & Chicken Little (Premio Satellite) (2000; 2005)
- Mejor Película Animada por Chicken Little (Crítics' Choice Movie Awards) (2005)

### Ganador
- Mejor Película Animada por Cats Don't Dance (1997)